# Louis C.K.
Louis Alfred Székely, conhecido como Louis C.K. (Washington, D.C., 12 de setembro de 1967), é um comediante, roteirista, diretor, ator e produtor estadunidense. Ícone da comédia stand-up desde 1985, é considerado um dos maiores e mais respeitados comediantes norte-americanos da atualidade, graças ao seu uso do humor corrosivo,
politicamente incorreto e autodepreciativo. É também o criador da aclamada série Louie, do canal FX, roteirizada, editada, dirigida e protagonizada por ele.

## Biografia

### Família
Louis nasceu em Washington, D.C., é filho de uma engenheira de software e de um economista mexicano. Seus pais se conheceram em Harvard. Eles casaram-se em St. Francis Church em Traverse City, Michigan. Louis tem três irmãs. Quando Louie tinha um ano de idade, sua família se mudou para o México e lá viveu até ter sete anos de idade, quando sua família voltou para os EUA e se mudou para Boston.
Morando numa Boston suburbana, Louis demonstrou o desejo em se tornar comediante e roteirista, citando Richard Pryor, Steve Martin e George Carlin como algumas de suas influências. Quando tinha dez anos de idade, seus pais se divorciaram, e Louis foi morar, junto de suas irmãs, com sua mãe em Newton, Massachusetts.
Saindo do ensino médio, trabalhou na área técnica de uma emissora de Boston, o que deu a ele equipamentos e conhecimentos necessários para ele produzir seus próprios vídeos amadores. Trabalhou também como cozinheiro e em uma locadora.

## Carreira

### Stand-up
Louis começou fazendo stand-up em 1985, em pequenos bares localizados em Boston. Segundo ele, suas primeiras apresentações (open-mic's) foram muito ruins e isso quase o fez desistir da carreira. Porém, continuou junto com uma onda crescente da cena de stand-up em Boston. Ganhou diversas oportunidades, como a de abrir um show do Jerry Seinfeld. Esse crescimento o fez conseguir mudar para Manhattan em 1989. Lá, apresentou-se algumas vezes em programas de televisão, e só em 1996 que lançou seu especial de meia-hora, junto à HBO.
Porém, foi somente por volta de 2005 e 2006 que Louis começou sua trajetória para tornar-se um dos maiores do stand-up. Após ouvir uma entrevista de George Carlin, em que o mesmo dizia que jogava fora seu todo material após um ano e começava de novo, Louis decidiu fazer o mesmo. Jogou todo seu material de quase duas décadas fora, e começou a escrever não só piadas, mas sim, pensamentos, medos e angústias.
Em 2007, lançou seu primeiro especial de uma hora, Shameless, que estreou na HBO e depois foi lançado em DVD. Em março de 2008, ele gravou seu segundo show solo, Chewed Up, no qual ele recebeu ao Emmy por "melhor roteiro para um programa de variedades, música ou comédia". Louis ainda lançou mais quatro shows solos até 2015.

### Roteiro, direção e atuação
Antes do sucesso, Louis trabalhou como roteirista para diversos programas na televisão como: The Late Show with David Letterman, Late Night with Conan O'Brien, The Dana Carvey Show, e The Chris Rock Show.
Em Junho de 2006, Louis estrelou em Lucky Louie, uma sitcom que ele criou. O programa estreou na HBO e foi gravada em frente a uma audiência. Porém, o programa foi cancelado depois da primeira temporada. Já em 2010, sua nova série, agora na FX, estreou e em pouco tempo tornou-se um sucesso cult, sendo aclamada pela crítica.
Ele também atuou como coadjuvante em alguns filmes como: The Invention of Lying (2009), American Hustle, e Blue Jasmine (ambos em 2013).

## Vida pessoal
Louis e pintora Alix Bailey casaram-se em 1995. Juntos, eles tiveram duas filhas. Divorciaram-se em 2008 e dividem a custódia das filhas. Louis quase nunca fala sobre suas visões políticas, mas há de se notar que defende casamento entre homossexuais.
Foi criado como um católico, porém usa muito o tema religião em seu stand-up, chegando a dizer que não tem "a menor ideia do como tudo chegou aqui" e que: "se eu fosse fazer uma lista de possibilidades, Deus estaria bem lá embaixo. Mas se eu fizesse uma lista de pessoas que sabem do que estão falando, EU estaria bem lá embaixo".

## Casos de assédio
Em 9 de novembro de 2017, o The New York Times publicou uma matéria a respeito da conduta sexual inapropriada de Louis C.K., onde cinco mulheres afirmaram que ele pediu para poder se masturbar na frente delas. Essas ações teriam acontecido durante os anos 90 e começo da década de 2000 (quando ele já era casado).
As acusações imediatamente repercutiram na mídia mundial e teve consequências diretas para o comediante. A distribuidora The Orchard cancelou a estreia do filme I Love You Daddy, escrito, dirigido e estrelado pelo próprio Louis C.K. Já a HBO também cancelou a aparição do comediante no programa Night of Too Many Stars e removeu seu especial de stand-up de 2013, Oh My God, e sua sitcom Lucky Louie, de 2006, do seu serviço de streaming. Já canal FX cortou todos os seus laços e projetos com Louis C.K. também.
Louis C.K. acabou por reconhecer que todas as cinco acusações de conduta inapropriada feitas contra ele eram verdadeiras. Ele expressou remorso por suas ações e pela dor que causou as suas vítimas, dizendo que ele abusou de sua posição de poder que tinha sobre elas, já que ele era muito admirado no seu meio. Louis também afirmou que ele, na época, achava que sua conduta era aceitável pois ele pediu a permissão delas antes, não antecipando que ele estava colocando aquelas mulheres numa posição desconfortável e inapropriada.

## Solos de stand-up
- 2000: The Short Films of Louis C.K. (DVD)
- 2001: Live in Houston (CD)
- 2005: One Night Stand (DVD)
- 2006: Shameless (DVD/video download)
- 2008: Chewed Up (CD/DVD)
- 2009: Hilarious (Epix - CD/DVD)
- 2010: Word: Live at Carnegie Hall (audio download)
- 2011: Live at the Beacon Theater (video download)
- 2013: Louis C.K.: Oh My God – Phoenix, AZ (video download)
- 2015: Louis C.K.: Live at the Comedy Store (video download)
- 2015: Louis C.K.: Live at Madison Square Garden (audio download)
- 2017: Louis C.K. 2017 (Netflix)

## Filmografia
| Ano           | Título                           | Papel                                      | Notas |
| ------------- | -------------------------------- | ------------------------------------------ | --- |
| 1993–1994     | Late Night with Conan O'Brien    | Vários                                     | 291 episódios; Também roteirista |
| 1993          | Ice Cream                        | Vendedor de flores                         | Fime curto; Diretor / Roteirista |
| 1996          | The Dana Carvey Show             | Vários                                     | 8 Episódios; Também roteirista principal |
| 1996          | HBO Comedy Half-Hour             | Ele mesmo                                  | Stand-Up |
| 1996–2002     | Dr. Katz, Professional Therapist | Louis (voz)                                | 4 Episódios |
| 1997–1999     | The Chris Rock Show              | Vários                                     | 28 episódios; Também roteirista Primetime Emmy Award for Outstanding Writing for a Variety, Music or Comedy Program (1999) Indicado – Primetime Emmy Award for Outstanding Writing for a Variety or Music Program (1998) Indicado – Primetime Emmy Award for Outstanding Writing for a Variety or Music Program (2000) |
| 1998          | Tomorrow Night                   | Homem esguichando as pessoas com mangueira | Direor / Produtor / Roteirista Indicado – Florida Film Festival Award for Best Narrative Indicado – Hamptons International Film Festival Award for Best American Independent Film |
| 2001          | Comedy Central Presents          | Ele mesmo                                  | Stand-up |
| 2002          | Home Movies                      | Andrew Small (voz)                         | 5 Episódios |
| 2005          | London                           | Terapeuta                                  | |
| 2005          | One Night Stand                  | Ele mesmo                                  | Stand-up |
| 2006          | Lucky Louie                      | Louie                                      | 13 episódios; Também criador/ roteirista/ produtor executivo |
| 2006          | Searching for Nixon              | Homem com máscara de Richard Nixon         | Filme curto |
| 2007          | Shameless                        | Himself                                    | Stand-up |
| 2008          | Diminished Capacity              | Stan                                       | |
| 2008          | Welcome Home Roscoe Jenkins      | Marty                                      | |
| 2008          | Role Models                      | Segurança                                  | |
| 2008          | Chewed Up                        | Ele mesmo                                  | Stand-up Indicado – Primetime Emmy Award for Outstanding Writing for a Variety, Music Or Comedy Special |
| 2009          | The Invention of Lying           | Greg                                       | |
| 2009–2012     | Parks and Recreation             | Dave Sanderson                             | 6 Episódios |
| 2010–presente | Louie                            | Louie                                      | Também Criador / Roteirista/ Produtor Executivo / Diretor / Editor |
| 2011          | Hilarious                        | Ele mesmo                                  | Stand-up Grammy Award for Best Comedy Album The Comedy Award for Stand-up Special Indicado– Primetime Emmy Award for Outstanding Writing for a Variety, Music Or Comedy Special Indicado– Primetime Emmy Award for Outstanding Picture Editing for a Special (Single Or Multi-Camera) |
| 2011          | Live at the Beacon Theater       | Ele mesmo                                  | Stand-up Primetime Emmy Award for Outstanding Writing for a Variety Special Indicado – The Comedy Award for Stand-up Special Indicado – Primetime Emmy Award for Outstanding Special Class Program Indicado – Primetime Emmy Award for Outstanding Directing for a Variety Special Indicado – Primetime Emmy Award for Outstanding Picture Editing for Short-Form Segments and Variety Specials |
| 2012–2015     | Saturday Night Live              | Apresentador                               | 3 episódios Indicado – Primetime Emmy Award for Outstanding Guest Actor in a Comedy Series (2013–15) |
| 2013          | Oh My God                        | Ele mesmo                                  | Stand-up American Comedy Award for Comedy Special of the Year Primetime Emmy Award for Outstanding Writing for a Variety Special Indicado – Grammy Award for Best Comedy Album Indicado – Primetime Emmy Award for Outstanding Variety, Music or Comedy Special Indicado – Primetime Emmy Award for Outstanding Directing for a Variety Special Indicado – Primetime Emmy Award for Picture Editing for Short-Form Segments and Variety Specials |
| 2013          | Blue Jasmine[72]                 | Al                                         | Indicado – Detroit Film Critics Society Award for Best Ensemble |
| 2013          | American Hustle                  | Stoddard Thorsen                           | Alliance of Women Film Journalists Award for Best Ensemble Cast American Comedy Award for Best Comedy Supporting Actor – Film Critics' Choice Movie Award for Best Acting Ensemble Detroit Film Critics Society Award for Best Ensemble New York Film Critics Circle Award for Best Ensemble Cast Phoenix Film Critics Society Award for Best Cast Screen Actors Guild Award for Outstanding Performance by a Cast in a Motion Picture San Diego Film Critics Society Award for Best Performance by an Ensemble Indicado – Washington D.C. Area Film Critics Association Award for Best Ensemble |
| 2013          | Tuna                             | Clint                                      | Filme Curto |
| 2014          | The Angriest Man in Brooklyn     | Dr. Fielding                               | |
| 2015          | Live at the Comedy Store         | Ele mesmo                                  | Stand-up |
| 2015          | Gravity Falls                    | Monstro suado (voz)                        | Episódio: "Weirdmageddon Part I" |
| 2015          | Trumbo                           | Arlen Hird                                 | Pendente – Screen Actors Guild Award for Outstanding Performance by a Cast in a Motion Picture (Shared withBryan Cranston, Helen Mirren, Michael Stuhlbarg, Diane Lane, Elle Fanning and John Goodman) |
| 2016          | The Secret Life of Pets          | Max (voz)                                  | Pós-Produção |

### Créditos por não-performances
| Ano  | Título                         | Notas                             |
| ---- | ------------------------------ | --------------------------------- |
| 1990 | Caesar's Salad                 | Diretor / Roteirista              |
| 1995 | Highjacker                     | Diretor / Roteirista              |
| 1995 | Brunch                         | Diretor / Roteirista              |
| 1995 | Late Show with David Letterman | 11 episódios / Roteirista         |
| 2001 | Down to Earth                  | Roteirista                        |
| 2001 | Pootie Tang                    | Diretor / Roteirista              |
| 2007 | I Think I Love My Wife         | Roteirista                        |
| 2016 | Baskets                        | Co-Criador / Roteirista           |
| TBA  | Better Things                  | Co-Criador / Diretor / Roteirista |